# Негру-Водэ, Александр Степанович
Александр Степанович Негру-Водэ (13 апреля 1931, Кот, Бельцкий уезд — 2 ноября 1978, Москва) — советский учёный в области экономики и организации с.-х. производства, академик ВАСХНИЛ (1978).

## Биография
Родился в с. Кот Каменского района Молдавской ССР. Окончил Кишиневский сельскохозяйственный институт (1954).
- 1954—1955 агроном-плодоовощевод Бардарской МТС Котовского района Молдавской ССР,
- 1955—1958 председатель колхоза им. К. Е. Ворошилова с. Кинешка Резинского района Молдавской ССР,
- 1958—1960 аспирант Молдавского НИИ садоводства, виноградарства и виноделия,
- 1960—1961 ассистент Кишиневского СХИ,
- 1961 инструктор сельхозотдела ЦК КП Молдавской ССР,
- 1961—1962 первый секретарь Котовского РК КП Молдавской ССР,
- 1962 начальник Котовского территориального производственного колхозно-совхозного управления,
- 1962—1965 первый заместитель министра производства и заготовок Молдавской ССР,
- 1965—1971 министр сельского хозяйства Молдавской ССР,
- 1971—1974 председатель научного Совета по межхозяйственной кооперации и аграрно-промышленной интеграции ВАСХНИЛ,
- 1974—1976 консультант сельхозотдела ЦК КПСС,
- 1976—1978 заместитель министра сельского хозяйства СССР.

Доктор экономических наук (1969), академик ВАСХНИЛ (1978, член-корреспондент с 1974).
Награждён двумя орденами Трудового Красного Знамени (1966, 1972), медалью «За доблестный труд. В ознаменование 100-летия со дня рождения Владимира Ильича Ленина» (1970), двумя золотыми медалями ВДНХ (1968, 1969).
Автор более 100 научных трудов, в том числе 17 книг и брошюр.
Некоторые публикации:
- Размещение и специализация сельскохозяйственного производства. — М.: Колос, 1968. — 240 с.
- Аграрно-промышленное кооперирование в СССР. — М.: Экономика, 1975. — 184 с.
- Межхозяйственная кооперация: опыт и проблемы. — М.: Колос, 1975. — 224 с.
- Экономика межхозяйственных и агропромышленных предприятий и объединений / соавт.: М. М. Макеенко, Ю. В. Седых. — М., 1977. — 448 с.

Похоронен на Кунцевском кладбище города Москвы.